# Rocade du Mans

Périphérie routière du Mans

La ville du Mans est composée de trois axes majeurs de périphérie routière. Chacun de ces axes englobe plus de 50 kilomètres de voirie tous sens cumulés. La ville est desservie par une rocade interne. La périphérie est englobée dans un étau autoroutier sud-est/sud-ouest à cinq pôles faisant le tour au nord de l'agglomération. Le sud de la ville, zone la plus étendue, est desservi par une déviation spécifique à fort trafic réalisant une transversale Est-Ouest. S'ajoute à cela l'ancienne rocade. 

## Rocade gratuite

### Présentation
Concernant la rocade du Mans, plusieurs parties doivent être distinguées. La section de Bener à Coulaines fut ouverte en 2002. En octobre 2016, toute la rocade est en 2×2 voies grâce à l'achèvement de la portion entre l'échangeur des Fontenelles et le rond-point de Béner. L'altitude de la rocade varie de 44 mètres vers le quartier des Riffaudières à 109 mètres au niveau de l'échangeur du Villaret. 
Plusieurs projets sont proposés notamment pour faire se joindre les deux rocades, la première proprement dite et la déviation sud (D 323) reliant les autoroutes A28 et A11. Une portion dérivée de la rocade, la D 147 permet de rejoindre la boucle sud en passant par la ville d'Allonnes. Ce projet initié en 2001 n'a jamais vu le jour.

### Composition

#### Saint Saturnin L'Océane-Le Mans Nord: (RD338)
Depuis l'Océane, l'autoroute A11, cette portion traverse la zone commerciale nord, avant de se raccorder à la rocade interne.
- Carrefour giratoire entre D338 et A11 A28 Rond-point Océane : 
  - D338 : Alençon, Sillé-le-Guillaume, Beaumont-sur-Sarthe, Saint-Saturnin, Parc Hôtelier de Saint-Saturnin
  - ZA Les Portes de l'Océane Ouest
  - ZA Les Portes de l'Océane Est
  -  A11 A28 :  Alençon,  Nantes,  Rennes,  Paris,  Tours
  - D338 : Le Mans, Coulaines, ZA - ZI Nord
- Périphérie du Mans, Route d'Alençon.
- 1 : Centre Commercial, Polaris, ZA du Moulin aux Moines
- 2 : ZA du Moulin aux Moines
- 3 : La Chapelle-Saint-Aubin, Le Parc Manceau, Polaris
- Voie de droite vers Rocade Interne Ouest (D338). Voie de gauche vers Carrefour Giratoire.
- Échangeur entre Rocade Ouest, Rocade Est et Rocade Route d'Alençon
  - Rocade Ouest : Autres Directions, ZI Sud, Pontlieue, Centre Hospitalier, Université du Maine
  - Rocade Est : Bonnétable, Coulaines, Mamers
- Carrefour giratoire entre D338, D313 et D304 : 
  - D338 :  A11 - A28,  Alençon, Caen, Rouen, Beaumont-sur-Sarthe, Sillé-le-Guillaume, ZA Nord
  - D304 : Le Mans-Centre, ZI Nord, Chasse Royale
  - D313 : Mamers, Bonnétable, Ballon, Coulaines
  - D338 : Laval, Angers, Tours, Pontlieue, Université du Maine
- Fin de la rocade de la route d'Alençon.

### Rocade Interne
De 1978 à 2001, la RN 224 a constitué en partie la rocade Est du Mans entre Changé et l'autoroute A11 à la sortie des portes de l'Océane. À la suite de l'ouverture de l'autoroute A28, puis des travaux de la D314, la RN 224 sera déclassée en 2001 et devient la D20 bis. La D314, terminée en 2002, permet de réaliser une boucle aux 3/4 de la ville, à quelques kilomètres seulement de la boucle sud d'un côté et du centre-ville de l'autre. La décision concernant le passage en 2×2 voies sur l'ensemble du tracé est décidée en 2007. La première portion de 2×2 voies comprenant l'élargissement du pont passant sur la Sarthe se sont achevés en 2008 et ont coûté à eux-seuls quelque 20 millions d'euros. En octobre 2016, toute la rocade Est est en 2×2 voies.

#### Le Mans-Rocade Sud-Est: (RD 314)
- Carrefour giratoire entre D313 et D314 :
  - D314 :  Laval,  Alençon, Le Mans-Les Maillets, Sargé-lès-le-Mans, Coulaines
  - Tennis Squash des Cèdres, Les Oiselières, La Fanière
  - D314 :  A28 (A11),  Chartres,  Paris, Blois, Orléans, Yvré-l'Évêque, Camping Le Pont Romain
  - D314 : Le Mans-Centre, Béner, Parc d'Attractions, Abbaye de l'Épau
- Traversée de l'agglomération de Béner.
- Carrefour giratoire entre D314 et Voies communales :
  - D314 : Toutes Directions, Yvré-l'Évêque, Sargé-lès-le-Mans, Coulaines
  - (Interdits aux plus de 2,5 m.) : Changé, Papéa Parc, Espal, ZA Molière, Abbaye de l'Épau, Arche de la Nature
  - Gazonfier
  - D314 : Toutes Directions (Itinéraire obligatoires plus de 2,5 m.), Centre Ville
- Traversée de l'agglomération du Mans.
- Intersection à feux :
  - D314 :  A28 (A11),  Chartres,  Paris, Blois, Orléans, Béner, Yvré-l'Évêque, ZA Molière
  - Gazonfier, Les Maillets, Maison de Quartier Charles Trénet
  - Centre Ville, Sécurité Sociale, Centre de Tri Postal, Pôle Administratif Paixhans
  - D314 : Toutes Directions, Les Sablons, MMArena, Antarès, Île aux Sports, Abbaye de l'Épau, Arche de la Nature, Les Logis de l'Huisne, Parc d'Attractions, Usine des Eaux, Maison de l'Eau, Centre Aquatique
- Traversée de la rocade urbaine, Boulevard Nicolas Cugnot.
- : Changé, Abbaye de l'Épau, Les Logis de l'Huisne, Parc d'Attractions, Chaufferie Sablons, Usine des Eaux, Maison des Eaux, ZA Sablons-Danemark, Gymnase de l'Épau
- : Sablons, Espal, Abbaye de l'Épau, Arche de la Nature, Île aux Sports, Centre Gué Bernisson
- Intersection à feux : Centre Aquatique, Halte Garderie ; LEP Funay, LEP H. Boucher, Lycée Sud, Complexe des Bruyères, CCI Formations EGC-CEL Escra-iscam, AFPA Techniciens - CFA, Centre des Étangs Chauds
- Traversée de la rocade urbaine, Boulevard Nicolas Cugnot.
- Intersection à feux :
  - D314 : Centre Ville, Les Sablons, Parc d'Attraction, Abbaye de l'Épau, Centre Aquatique
  - Pontlieue
  -  Chartres,  Tours, Orléans, La Ferté-Bernard, La Chartre-sur-le-Loir, Parigné-l'Évêque, MMArena, Antarès, Parc Tépacap
  - D314 : Autres Directions, ZI Sud
- Traversée de la rocade urbaine, Boulevard Georges Clémenceau.
- (Itinéraire Obligatoire plus de 2,6 m) : Toutes Directions, Mulsanne, Pontlieue, Glonnières-Centre Sud, Les Hunaudières, Hôpital Pôle Santé Sud

#### Le Mans-Rocade Ouest (RD338) & Est (RD313)
- (Itinéraire Obligatoire plus de 2,6 m) : Toutes Directions, Mulsanne, Pontlieue, Glonnières-Centre Sud, Les Hunaudières, Hôpital Pôle Santé Sud
- Traversée de la rocade urbaine, Boulevard Jean Moulin.
- : 
  - D338 : Pontlieue, Les Sablons, Hôpital Pôle Santé Sud, Crématorium
  - D315 : Angers, Arnage, La Flèche, Parc des Expositions, Circuit des 24 Heures, Musée des 24 Heures, Salle Le Royal, Aérodrome
  - D315 : Centre Ville
  - D338 : Laval, Alençon, Allonnes, Sablé-sur-Sarthe, Batignolles, Gare SNCF, ZI Sud
- Traversée de la rocade urbaine, Boulevard Pierre Brossolette.
- Traversée de la rocade urbaine, Boulevard Pierre Brossolette puis Boulevard d'Estienne d'Orves.
- (Demi-échangeur, depuis et vers l'ouest) : Rue de la Foucaudière.
- (Demi-échangeur, sens Intérieur) : ZA de la Cartoucherie
- (Demi-échangeur, sens Intérieur) : ZA de la Cartoucherie
- :
  - D338 : Pontlieue, Les Sablons, Hôpital Pôle Santé Sud, Crématorium, Auto Châssis International Livraison
  - Batignolles, Hôtel Mercure
  - Auto Châssis International, Stade Pierre Piffault
  - D338 : Laval, Alençon, Allonnes, Sablé-sur-Sarthe, Riffaudières, Heuzé-Saint Pavin, Gare SNCF, ZI Sud
- Traversée de la rocade urbaine, Boulevard d'Estienne d'Orves.
- 1 D147S : Angers, Tours, Allonnes, Sablé-sur-Sarthe, Centre Ville, Gare SNCF, ZI Sud
- Traversée de la rocade urbaine, Boulevard des Riffaudières.
- 2 D309 : Heuzé-Saint Pavin, Saint-Georges
- Traversée de la rocade, Boulevard du Général Patton.
- 3 : Les Ardriers
- 4 D357 :  A11-A81,  Laval, Loué, Chasse Royale
- 5 : Technopole - Université, Centre Hospitalier, Clinique du Pré, Stade Auguste Delaune
- Échangeur entre D338 et D313  6 D304 – villes desservies : D338 :  A11-A28,  Alençon,  Caen,  Rouen, Sillé-le-Guillaume, Beaumont-sur-Sarthe, ZA - ZI Nord, Chasse Royale, Le Parc Manceau
- Traversée de la rocade, Boulevard Maréchal de Lattre de Tassigny.
- 6.1 C2 (quart-d'échangeur depuis rocade intérieur) : Saint-Pavace, Zone commerciale du Bois de Breuil (Itinéraire PL)
- 7 D147N-D300 : Coulaines, Saint-Pavace, Neuville-sur-Sarthe, Ballon
- Traversée de la rocade, Boulevard de la 1ère Division Française libre.
- 8 D301 : Mamers, Savigné-l'Évêque, Sargé-lès-le-Mans, Autres Directions (Plus de 7,5 t), Les Maillets, Centre Commercial
- 9 D91 (Interdits aux + de 7,5 t) : Yvré-l'Évêque, Le Mans-Le Villaret
- Avant giratoire.
- Carrefour giratoire entre D313 et D314 :
  - D313 :  Laval,  Alençon, Le Mans-Les Maillets, Sargé-lès-le-Mans, Coulaines
  - Tennis Squash des Cèdres, Les Oiselières, La Fanière
  - D314 :  A28 (A11),  Chartres,  Paris, Blois, Orléans, Yvré-l'Évêque, Camping Le Pont Romain
  - D314 : Le Mans-Centre, Béner, Parc d'Attractions, Abbaye de l'Épau

### Boucle Sud - Sorties (d'Auvours à l'A11.1)

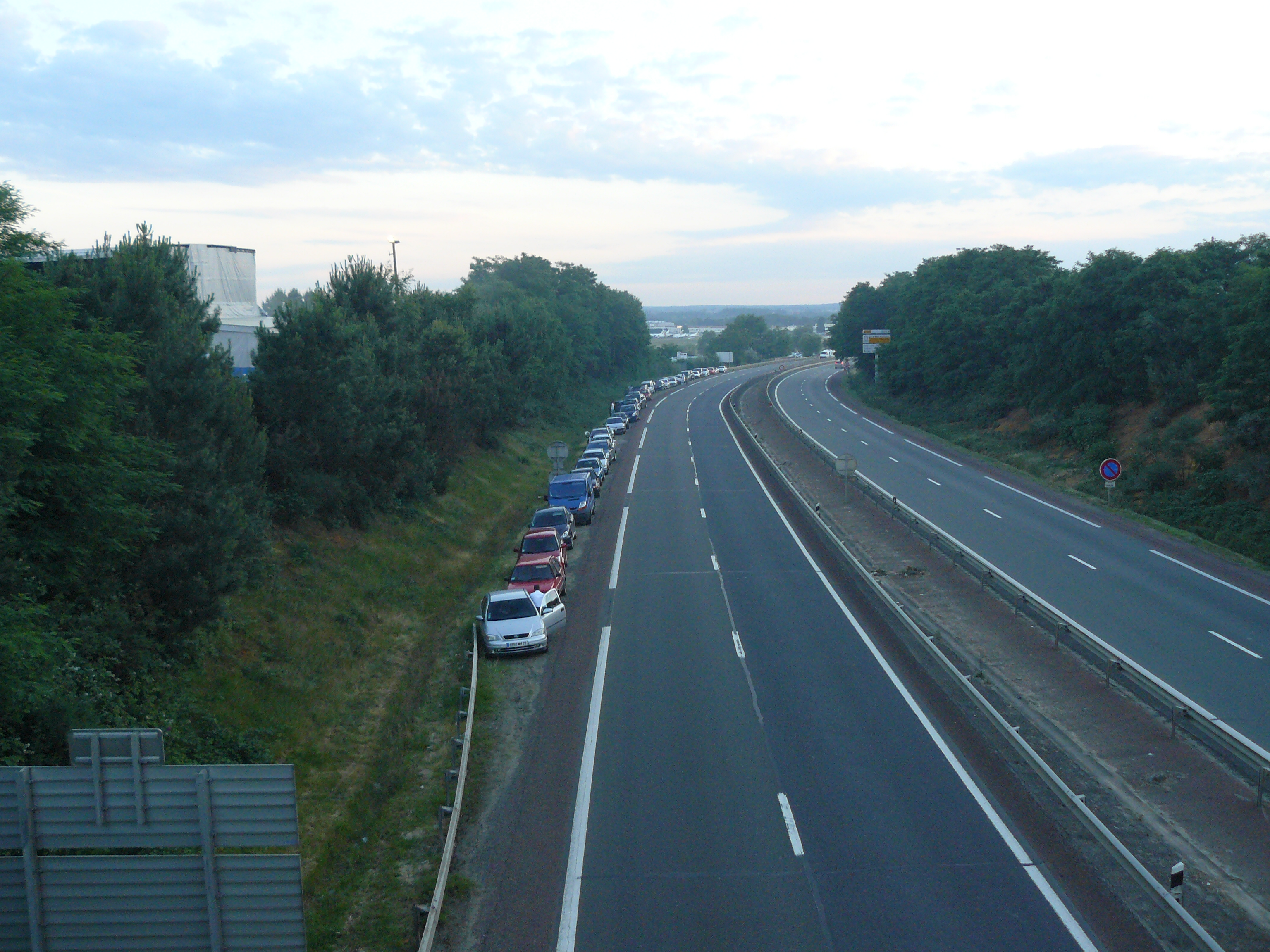
Le principal danger du périphérique sud : les spectateurs vont jusqu'à stationner en bordure de voie-rapide

La "boucle Sud" ou "déviation Sud" est une continuation de l'autoroute périphérique Est formée par l'ancienne RN 23 après la sortie d'Auvours. Elle correspond à la définition de ceinture périphérique car reliant deux des principales autoroutes. Elle intercepte l'autoroute sud-est à proximité de la commune d'Yvré l'Evêque. Cette boucle trace un large contour au sud de l'agglomération Mancelle. Elle dessert les villes de Changé et Mulsanne, le Circuit des 24 Heures, la zone commerciale des Hunaudières, puis le pôle santé Sud, l'aéroport, ainsi que la zone industrielle Sud puis les zones d'activité commerciales au Sud de la ville d'Allonnes. Enfin, elle termine sa boucle en rejoignant l'autoroute A11 vers Nantes, par le péage du Mans Sud/Allonnes. La D323 est un axe majeur de la circulation à l'est de la ville. Sa forme correspond à une diagonale nord/est-sud/ouest.
- Début de la Rocade Boucle Sud, D323.
- D357 D314 – villes desservies : A28 :  Paris,  Rouen,  Nantes,  Rennes,  Tours, Le Mans-Centre, Orléans, Blois, Saint-Calais, Yvré-l'Évêque
- D20B (depuis et vers A11.1) : Yvré-l'Évêque, Savigné-l'Évêque
- C115 : Changé, Zones d'Activités
- D304 : Le Mans-Pontlieue, Parigné-l'Évêque, La Chartre-sur-le-Loir,  A28 (Tours)
- D338 : Tours, Mulsanne, Château-du-Loir, Hôpital Pôle Santé Sud, Parking Relais Tramway
- D139 (depuis A11.1) : Laigné-en-Belin, Circuit des 24 Heures, Musée des 24 Heures
- Zones avec de nombreux virages.
- : Le Mans-Pontlieue, Parc des Expositions, ActiSud, Circuit des 24 Heures, Musée des 24 Heures
- Virage dangereux.
- (depuis et vers Anvours) : Aérodrome, Météo, ZA du Chêne
- D147S : Le Mans-Centre, Alençon, Arnage, Le Lude, La Gautrie, ZI Sud
- Séparation de la 2×2 voies.
- D323 D51 : Angers, Saumur, Le Lude, La Flèche, Allonnes, Spay
- La D323 devient la D326.
- Portion à 2x1 voie, avec séparation centrale.
- Portion à 2x1 voie, sans séparation centrale.
- Carrefour giratoire entre D326 et D23 : 
  - D326 : Tours, Arnage, Le Mans-ZI Sud, Le Mans-Pontlieue
  - Zone Industrielle
  - D23 : La Suze-sur-Sarthe, Malicorne, Sablé-sur-Sarthe, Spaycific Zoo
  - D23 : Allonnes, Le Mans-Centre, Courterus, ZA des Trémelières, ZA des Clotées, ZA des Randonnays
  - D326 :  A11,  Angers,  Saumur, Étival, Louplande
- Portion à 2x1 voie, sans séparation centrale.
- Carrefour giratoire entre D326, A11.1 et D309 :
  - D326 : Tours, La Suze-sur-Sarthe, Sablé-sur-Sarthe, Allonnes, Arnage, Le Mans-ZI Sud, Le Mans-Pontlieue
  - D309 : Louplande, Point Information Villaines, Noyen-sur-Sarthe
  - D309 : Étival-lès-le-Mans, Saint-Georges-du-Bois, Le Mans-Centre
  -  A11.1 (sortie 9 vers A11) (péage) :  Angers,  Nantes,  Rennes,  Alençon,  Paris,  Saumur
- Fin de la D326, début de l'A11.1.
- Portion à 2x1 voie, sans séparation centrale, accès à Autoroute A11.
- Avant péage.
- Péage Sortie 9 Le Mans Sud.
- Sortie 9 de l'Autoroute A11.
- Fin de l'A11.1, redirigée vers l'A11 :
  - A11 : Angers, Saumur, Nantes
  - A11 : Le Mans, Rennes, Alençon, Paris

### Points sensibles

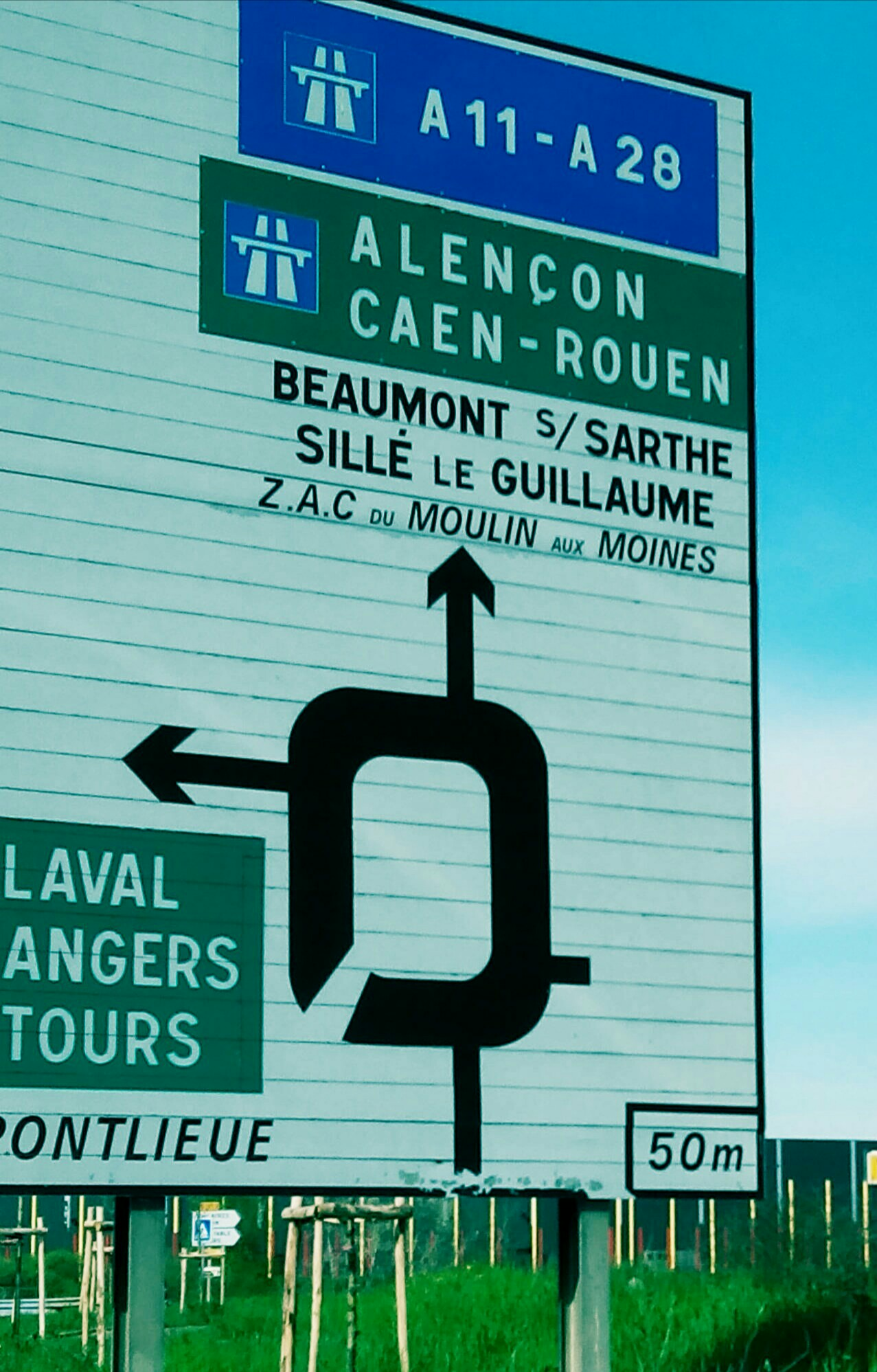
Rond-point de Beauregard

Le plus gros point noir est au nord du tracé avec l'échangeur de Beauregard amenant à la porte de l'Océane et permettant l'accès à la rocade Est. Les heures de pointe provoquent des bouchons sur plusieurs kilomètres dans le sens intérieur. Un autre point est situé à l'échangeur Demorieux dans le sens extérieur de la rocade Ouest en direction du Sud, notamment au niveau du Pont-Rouge et souvent jusqu'aux Ardriers. Ici, les feux permettant l'écoulement entre la ville d'Allonnes, le sud du Mans et le sud de l'agglomération amènent parfois quelques bouchons. La portion sud suivante, permettant la traversée de la Zone industrielle d'Allonnes est relativement dense jusqu'à l'arrivée aux Sablons.

## Autoroutes périphériques

### A11, A28 et A81

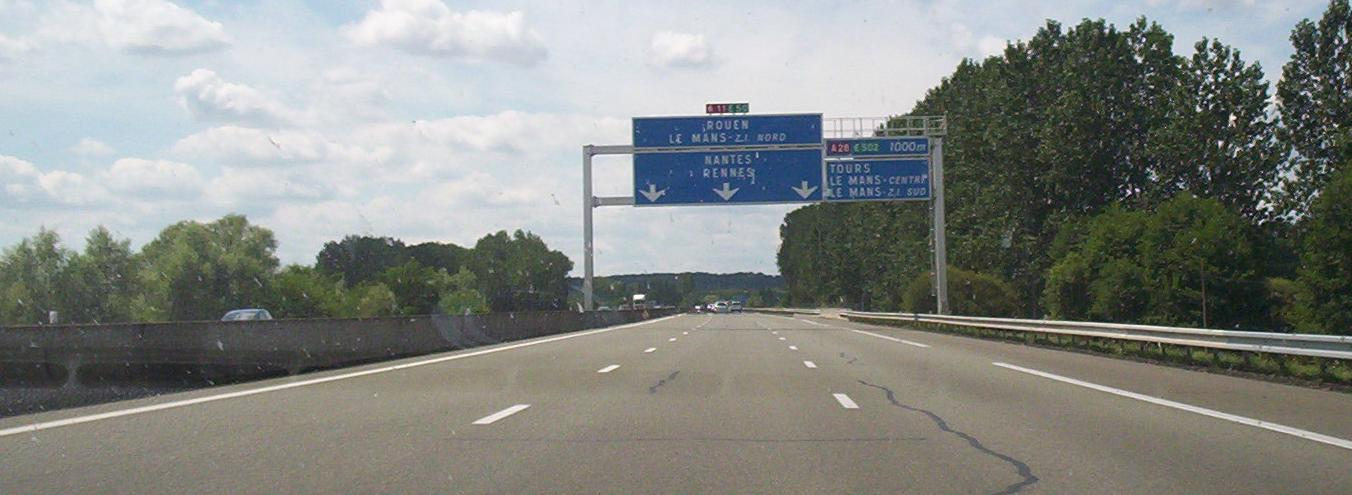
Une portion du périphérique Est

La finalité du réseau autoroutier du Mans comme périphérique dédié est avouée par les élus, comme la socialiste Marietta Karamanli, députée européenne et 1re adjointe au maire du Mans. L'A11, l'A28 et l'A81 offrent un contournement de la ville avec 5 principales sorties : Le Mans Nord, Le Mans Est université-technopole, Le Mans centre ainsi que deux sorties Le Mans Sud. L'utilisation des autoroutes péri-urbaines comme contournement de l'agglomération est indéniable lors des manifestations sportives. Ces autoroutes payantes sont gérées par Cofiroute. L'A11 dessert la sortie nord du Mans : Les portes de l'Océane. L'A81 dessert l'Ouest avec l'Université et le Sud Ouest avec Allonnes. L'A28 dessert l'Est en offrant la sortie de la "porte d'Auvours", de même que deux autres sorties plus au sud, l'une vers les quartiers Sud et le technoparc des Hunaudières, l'autre vers Ecommoy et sa zone d'activité industrielle. Le principal péage, celui du Mans Nord, accueille environ 4 600 véhicules par jour. 

### Embranchements et échangeurs
- 24 ("Ecommoy") : Mulsanne/Ecommoy/Arnage
- 23 (Le Mans "ZI Sud") : Mulsanne/Arnage
- 06 (Le Mans "Centre") : Auvour/Sargé/Yvré l'évêque
- Échangeur entre A28 et A11
  - Aire de La Sarthe-Sargé-le-Mans
- 07 (Le Mans-Nord "Zi Nord") : La Chapelle-Saint-Aubin/Coulaines/Saint-Saturnin
- Échangeur entre A81 et A11
- 08 (Le Mans-Ouest - "Université") : Le Mans centre
  - Aire de repos : Pruillé-le-Chétif
- 09 (Le Mans "Sud") : Arnage/Allonnes

## Anecdote
Cette partie de la ceinture routière du Mans a été le lieu de tournage d'une scène de cascade routière pour le film Michel Vaillant sorti en 2003. Les deux "vaillantes" ont ainsi roulé sur l'autoroute A11, puis ont réalisé une cascade au niveau de la RN 23 avant d'arriver dans l'enceinte du circuit, en passant toutes les deux, l'une derrière l'autre entre deux camions.